# Bidessodes plicatus
Bidessodes plicatus är en skalbaggsart som först beskrevs av Zimmermann 1921.  Bidessodes plicatus ingår i släktet Bidessodes och familjen dykare. Inga underarter finns listade i Catalogue of Life.